# Józef Balcerek

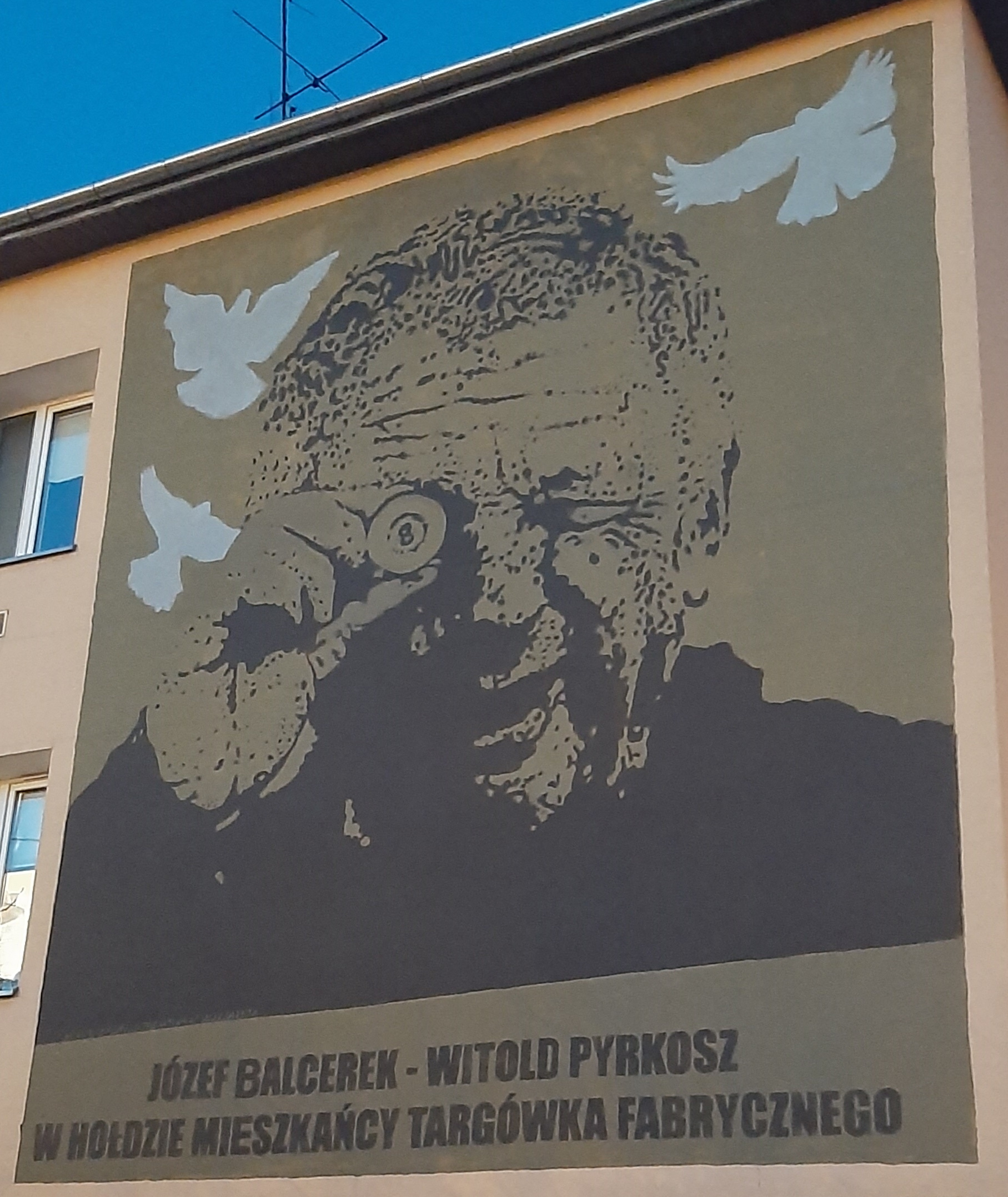
Mural przedstawiający Józefa Balcerka (Witold Pyrkosz) przy ul. Naczelnikowskiej 50 w Warszawie.

Józef Balcerek – postać filmowa odgrywana przez Witolda Pyrkosza w serialu Alternatywy 4 z 1983, wyreżyserowanym przez Stanisława Bareję i sequelu Dylematu 5 z 2006, w reżyserii Grzegorza Warchoła.
Rolę Balcerka początkowo reżyser powierzył Ludwikowi Pakowi. Po wznowieniu zdjęć przerwanych stanem wojennym Bareja zmienił decyzję obsadową – istniejące sceny z tym bohaterem nakręcono na nowo, już z udziałem Witolda Pyrkosza. Powodem tej decyzji były obawy reżysera i aktorki odgrywającej żonę Balcerka, że Pak rolę zbytnio „strywializuje”.
Rodzina bohatera jako jedyna jest niezadowolona z otrzymanego mieszkania. Balcerek, przyzwyczajony do menelskiej rudery na warszawskim Targówku, stanowczo odmawia przyjęcia mieszkania w nowo wybudowanym bloku na Ursynowie – twierdzi, że nie chce wyjeżdżać na wieś. Bezskutecznie chwyta się różnych sposobów, by odprawić z kwitkiem komisję eksmisyjną. Wreszcie jednak, wraz z rodziną i gołębiami, zostaje przesiedlony na Alternatywy 4.
Balcerek to człowiek półświatka, potrafi otwierać drzwi na tak zwaną „pasówkie”, zrobić obejście na gazomierzu czy załatwić węgiel do blokowej lokomotywy. Ma on jednak swoje zasady, do których należy m.in. nierobienie włamu we własnym domu.
Nie jest to jednak zwykły menel, chociaż pędzi bimber i mówi z himilsbachowską chrypką. Gra na akordeonie, miał przed laty wstąpić do związku hodowców gołębi pocztowych, ale zgubił deklarację. Jego znajomość kodeksu karnego wydaje się większa niż sąsiada-prawnika Dąb-Rozwadowskiego. Na wesele krewniaczki zaprasza wszystkich lokatorów. To świetny kompan, gawędziarz i niewyczerpane źródło anegdot.
Jako pierwszy buntuje się przeciwko zasadom wprowadzonym przez gospodarza domu Anioła. Spacyfikowany przez niego na krótko fałszywym wezwaniem na odwyk, ostatecznie jednak staje się jednym z prowodyrów spisku mającego na celu ośmieszenie znienawidzonego „ciecia”.